# Waitangi

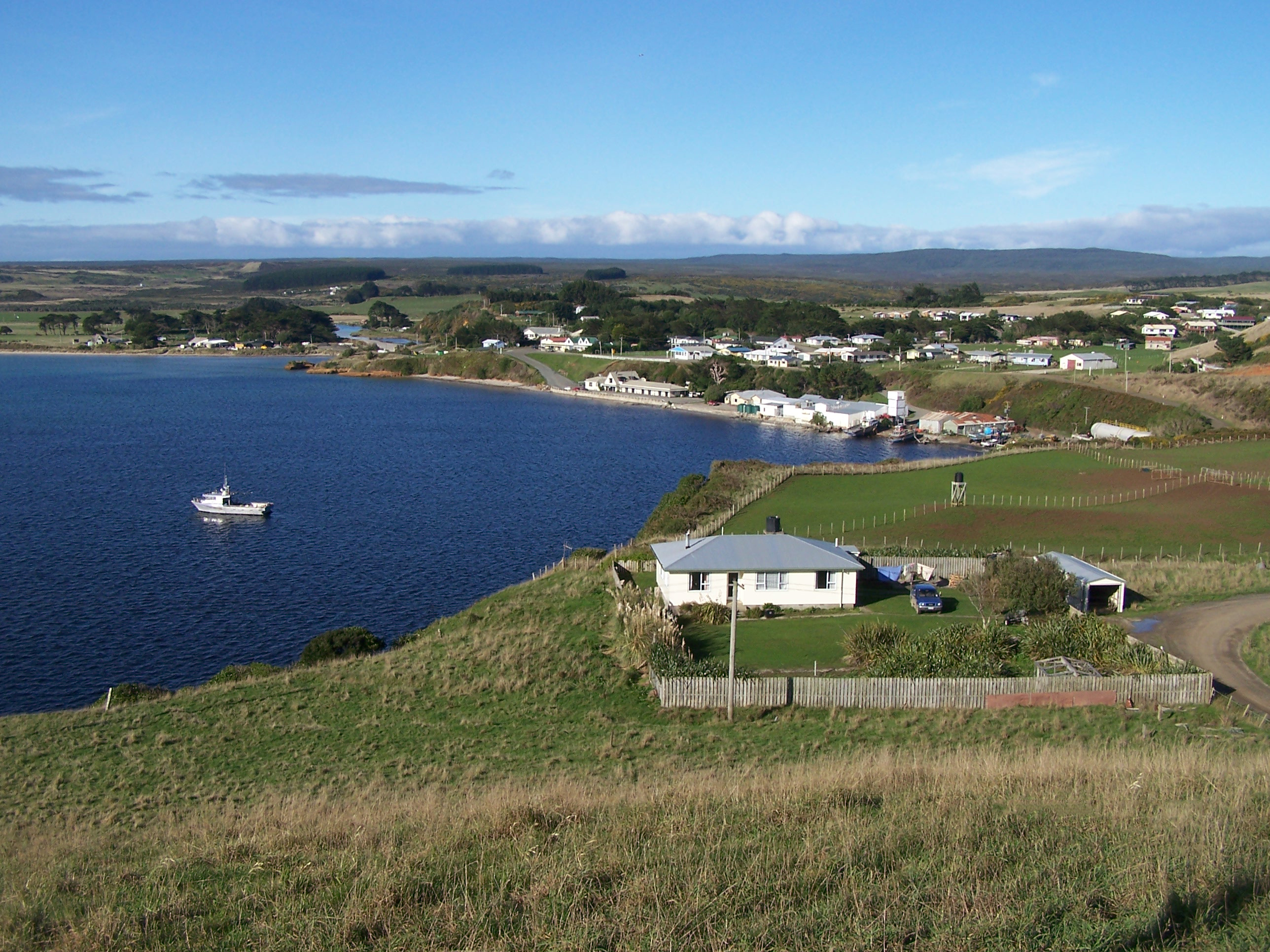
A cidade de Waitangi na ilha Chatham.

Waitangi (em Maori "águas que choram") é a principal localidade e porto das ilhas Chatham, na Nova Zelândia. Fica na ilha principal, a ilha Chatham. Tem cerca de 300 habitantes, metade do total das ilhas Chatham (609 pessoas no censo de 2006).